# Dobro kultury współczesnej
Dobro kultury współczesnej – dobro kultury, będące uznanym dorobkiem współcześnie żyjących pokoleń, niebędące zabytkiem. Dla takiego dobra kultury wymaga się aby cechowała go wysoka wartość artystyczna lub historyczna. Dobra kultury współczesnej podlegają ochronie na mocy ustawa o planowaniu i zagospodarowaniu przestrzennym. Wymaga ona, aby w obowiązkowym, obejmującym cały obszar danej gminy, studium uwarunkowań i kierunków zagospodarowania przestrzennego, określić zasady i zakres ochrony dóbr kultury współczesnej. Odpowiednie ustalenia w tym zakresie muszą się również znaleźć w różnych dokumentach i opracowaniach planistycznych, dla których wymagają tego przepisy prawa, takich jak miejscowe plany zagospodarowania przestrzennego, plany zagospodarowania przestrzennego województwa i decyzje o ustaleniu lokalizacji inwestycji celu publicznego.

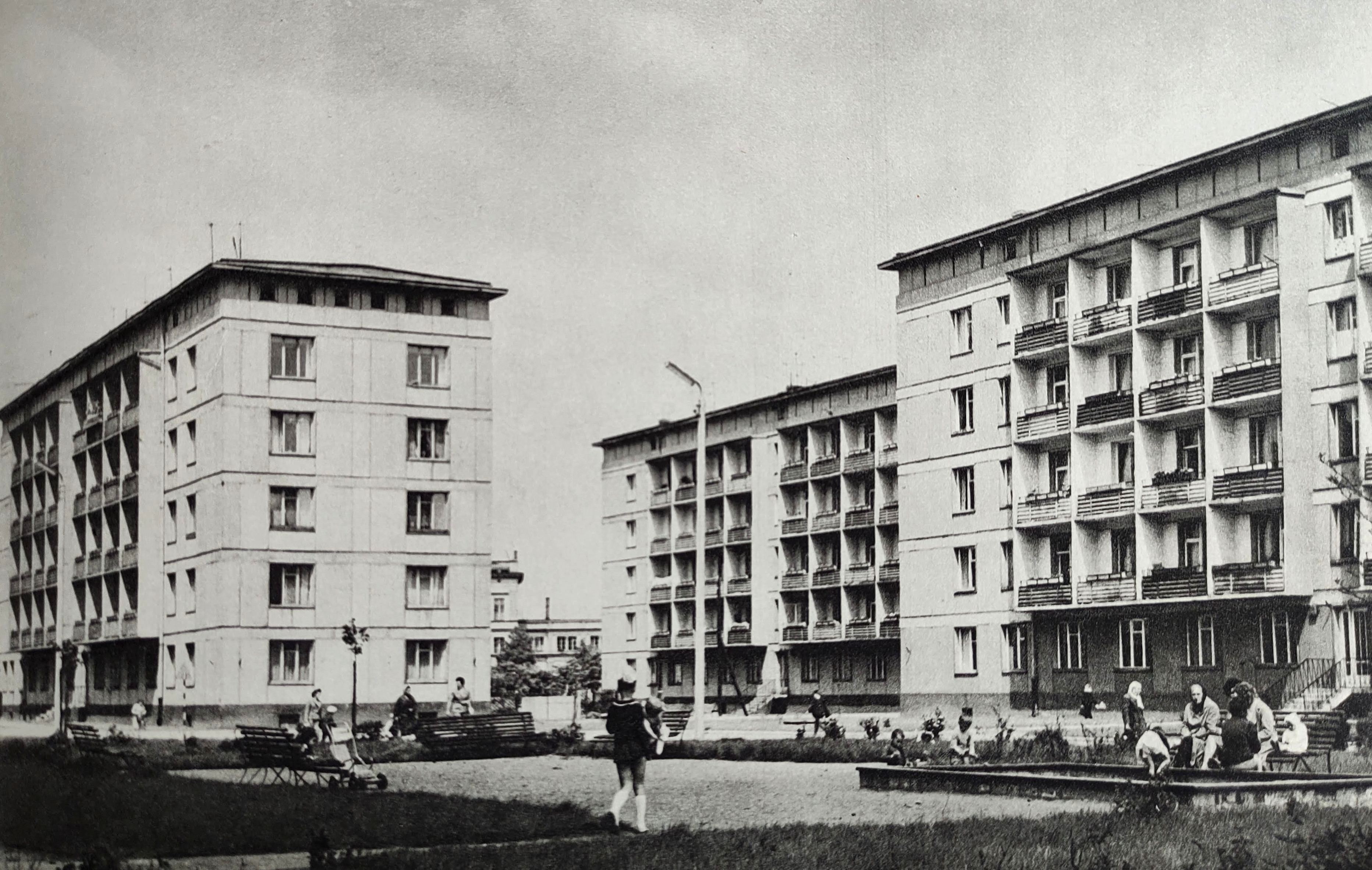
Dzielnica mieszkaniowa Plac PKWN we Wrocławiu

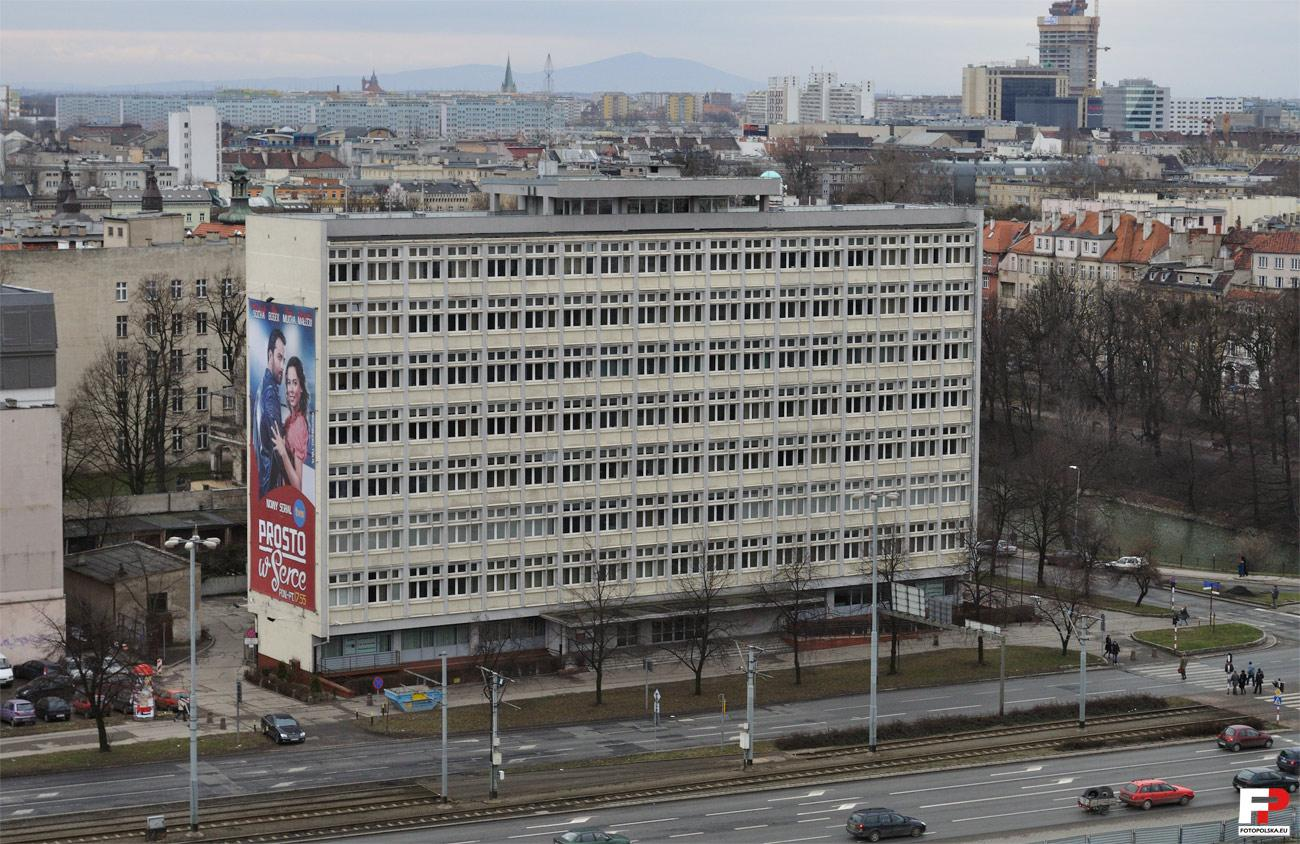
Budynek biurowy ZREMB we Wrocławiu

## Podstawy ochrony
Dobra kultury współczesnej w Polsce chronione są na podstawie ustawy o planowaniu i zagospodarowaniu przestrzennym  . Takie uregulowania prawne zostały włączone do tej dziedziny w 2003 r.  Ustawa przy tym wskazuje, że stosowną ochronę należy uwzględniać w planowaniu i zagospodarowaniu przestrzennym. Jest ona wymagana niezależnie od wymagań ochrony dziedzictwa kulturowego i ochrony zabytków  .
Zgodnie z tą ustawą kształtowanie i prowadzenie polityki przestrzennej na terenie gminy obejmujące między innymi uchwalanie studium uwarunkowań i kierunków zagospodarowania przestrzennego gminy oraz miejscowych planów zagospodarowania przestrzennego należy do zadań własnych gminy . Ponadto ustawa o ochronie zabytków nakłada na gminy obowiązek prowadzenia ewidencji dóbr kultury nie umieszczonych w rejestrze zabytków, a znajdujących się na ich obszarze . Oznacza to, że w zakresie zarówno studium jak i planów miejscowych to gmina odpowiada za inwentaryzację oraz waloryzację dóbr kultury współczesnej .
W studium uwzględnia się uwarunkowania wynikające między innymi ze stanu dziedzictwa kulturowego i zabytków oraz dóbr kultury współczesnej  . Określa się przy tym w tym dokumencie obszary i zasady ochrony także dla dóbr kultury współczesnej . Także przy sporządzaniu projektu miejscowego planu zagospodarowania przestrzennego przygotowuje się uzasadnienie, które musi obowiązkowo obejmować zasady ochrony dóbr kultury współczesnej . Każdy uchwalony miejscowy plan musi obowiązkowo określać zasady ochrony dóbr kultury współczesnej, niezależnie od ochrony dziedzictwa kulturowego i zabytków  . Podobnie uwzględnia się te kwestie w planie zagospodarowania przestrzennego województwa, poprzez określenie systemu ochrony dóbr kultury współczesnej  oraz w studium uwarunkowań i kierunków zagospodarowania przestrzennego związku metropolitalnego, w całym obszarze metropolitalnym, dla dóbr kultury współczesnej mających znaczenie dla całości tego obszaru metropolitalnego, w szczególności w odniesieniu do sposobów realizacji infrastruktury technicznej . Pośród innych dokumentów dotyczących ochrony dóbr kultury współczesnej wymienia się decyzję o ustaleniu lokalizacji inwestycji celu publicznego, która również musi uwzględniać warunki i szczegółowe zasady ochrony tej kategorii obiektów  oraz decyzję o warunkach zabudowy i zagospodarowania terenu wydawaną dla terenu potencjalnego zainwestowania, dla których nie uchwalono miejscowego planu zagospodarowania przestrzennego.

## Zakres pojęcia
Zakres pojęciowy obejmujący dobra kultury współczesnej obejmuje takie dobra kultury, które są uznanym dorobkiem współcześnie żyjących pokoleń. Cechować je przy tym musi wysoka wartość artystyczna lub historyczna. Obiekt aby był uznany za dobro kultury współczesnej nie może być przy tym zabytkiem, co wprost podnosi ustawa. W ustawie zawarto przykładową, otwartą listę kategorii obiektów, które mogą zostać uznane z dobro kultury współczesnej. Lista ta obejmuje takie kategorie obiektów jak pomniki, miejsca pamięci, budynki, ich wnętrza i detale, zespoły budynków, założenia urbanistyczne i krajobrazowe  .

## Ustanowienie dobra kultury współczesnej i jego ochrona
Aby obiekt stał się dobrem kultury współczesnej musi zostać wpisany na specjalną listę jako zasługujący na ochronę z uwagi na uznaną ich wartość artystyczną lub historyczną . Ocenę wartości takiego obiektu dokonuje się między innymi w procesie planowania przestrzennego  i musi zostać on ujęty w studium uwarunkowań i kierunków zagospodarowania przestrzennego po uwzględnieniu w tym dokumencie uwarunkowań ochrony dla tych obiektów oraz określeniu obszarów i zasad ochrony  . Aby było możliwe uwzględnienie wymaganych uwarunkować dla ochrony dóbr kultury współczesnej potrzebna jest kompletna wiedza w tym zakresie oparta na pełnej inwentaryzacji obiektów i ich stanu wraz z waloryzacją poszczególnych pozycji ze sporządzonego wykazu, obejmującej cały obszar danej gminy. Natomiast zasady ochrony już ustanowionych dóbr kultury współczesnej określone być muszą w studium i przede wszystkim w planach zagospodarowania przestrzennego .

## Przyczynki i skutki do wprowadzenia w prawie tego rodzaju ochrony
Ponieważ jako dobro kultury współczesnej może być uznane dzieło będące dorobkiem współcześnie żyjących pokoleń, bez precyzyjnego określenia tego pojęcia „współcześnie żyjących pokoleń”, uznaje się, iż powinno ono pochodzić z drugiej połowy XX wieku lub okresu późniejszego, ewentualnie mówi się bez stawiania ostrej granicy czasowej, że powinny pochodzić z ostatnich dziesięcioleci. Także przepisy prawne dotyczące ochrony zabytków również nie narzucają wprost ram czasowych. Teoretycznie więc i te obiekty mogły by, i czasem już są, być przedmiotem ochrony jako zabytki, choć istniała cezura, później zarzucona, aby za zabytki uznawać tylko obiekty, które mają minimum 50 lat. Jednak wypracowany i funkcjonujący system ochrony zabytków skupiony jest przede wszystkim na obiektach pochodzących sprzed 1945 r., a zakres zainteresowania oraz ochrony później powstałych dóbr kultury był zbyt mały. Wprowadzenie więc dodatkowej, pośredniej formy ochrony dóbr kultury nie będących zabytkami na mocy przepisów o planowaniu przestrzennym, rozszerzyło krąg zainteresowania i ochrony o obiekty, które choć mają wartość historyczną oraz kulturową, pozostawały dotąd bez jakichkolwiek ograniczeń w dysponowaniu, przekształcaniu lub likwidacji. Nie do końca sprecyzowana została rola konserwatorów zabytków w zakresie ochrony dzieł współczesnych, w tym architektonicznych.

## Opinie i oceny dotyczące tej formy ochrony
W publikacjach przez różnych autorów wyrażany jest pogląd pozytywny o wprowadzonej ochronie obiektów i wytworów działalności współczesnych twórców nie mających szans na ochronę w ramach ochrony dziedzictwa kulturowego i zabytków. Niemiej podkreśla się, że przepisy prawne w tym zakresie są zbyt ubogie i ogólnikowe. Brak jest także wypracowanych stosownych procedur, doktryn, definicji stosowanych pojęć, kryteriów, metodologii oceny czy delimitacji. Zakres tej ochrony jest także według niektórych opinii niewystarczający. Za pozytywny asumpt przypisania obiektowi atrybutu bycia dobrem kultury współczesnej można uznać to, że taki krok może stanowić pierwszy etap wprowadzenia ochrony danego dzieła do znaczniej skuteczniejszej i dopracowanej jego ochrony w późniejszym czasie już jako zabytku . Wskazuje się na konieczność wypracowania i wprowadzenie systemu ochrony dóbr kultury współczesnej, który będzie skuteczny, oparty na solidnych podstawach, także odnoszących się do kryteriów określonych przez ministrów kultury państw Unii Europejskiej w deklaracji wypracowanej w Davos z 2018 r. Ponadto podnosi się konieczność przeprowadzenia kwerendy i utworzenia na jej podstawie odpowiedniego rejestru takich dóbr dla całej Polski, co mogło by zostać wykonane w ramach utworzonego Narodowego Instytutu Architektury i Urbanistyki.

## Polemika z ochroną dóbr kultury współczesnej i jej stanem
Istnieją także opinie krytyczne wobec wprowadzenia ochrony dóbr kultury współczesnej. Przede wszystkim można spotkać opinie negatywne dotyczącej kwestii tego, czy w ogóle takie wytwory, obiekty współczesne należy objąć ochroną. Neguje się ich wartość kulturową, wskazuje, że nie mają wartości historycznej, często są powtarzalne, podobne, niemal jednolite jako oparte bardzo często na projektach masowych, typowych i powtarzalnych. Często istnieje trudność we wskazaniu dla danego działa jego istotną formalną odrębność, indywidualność. Szczególnie widoczne jest to na modernistycznych osiedlach mieszkaniowych budowanych na masową skalę w standardowych systemach prefabrykacji. Budynki takie projektowane były jako powtarzalne, często z składające się z jednakowych sekcji, maksymalnie uproszczone i dostosowane do masowego budownictwa nastawionego na szybkie zapewnienie jak największej ilości mieszkań opartych na zaniżonych normatywach, pozbawione dekoracji innych elementów wyróżniających. Niebagatelną sprawą jest przy tym ich współczesne zużycie techniczne i użytkowe (funkcjonalne). Ważna kwestią jest także brak uznania społecznego dla takich, z pozoru jednakowych, blokowisk. Takie obiekty są często w tej sytuacji po prostu ignorowane, a powstały dorobek nie jest nigdzie odnotowany. Nie wzbudzają one zainteresowania pod kątem kulturowym, po prostu istnieją i są użytkowane. Tolerancja dla ich istnienia wynika więc po prostu z potrzeb, np. mieszkaniowych. Tylko stosunkowo nieliczne są postrzegane jako ciekawe i udane realizacje warte zachowania, odnotowane w publikacjach i opracowaniach. Na trudności w wyróżnianiu takich obiektów wpływa również fakt, iż zachowane zasoby w Polsce z tego zakresu, szczególnie architektury, są stosunkowo duże, a pokutuje brak odpowiednich narzędzi, przede wszystkim metod i kryteriów dla prowadzenia analiz, badań oraz ocen. Problematyczna jest także sytuacja, w której takie dobro zajmuje atrakcyjny grunt, na którym inwestor chciałby zrealizować współczesny obiekt spełniający wymogi XXI wieku, kosztem oczywiście rozbiórki niechcianego, zużytego moralnie i użytkowo wytworu XX wiecznego, którego często nie da się dostosować do nowych funkcjonalności. Konflikt między rozwojem i oczywiście ekonomią, a potrzebą zachowania dziedzictwa w przypadku braku ochrony formalno-prawnej prowadzi do dewastacji lub rozbiórki zdegradowanych obiektów na miejscu których powstają współczesne realizacje. Taka bezmyślna komercjalizacja doprowadza do niszczenia często najciekawszych i wyróżniających się obiektów, gdyż powtarzane osiedla mieszkaniowe pozostają, a wyburzane są indywidualnie projektowane budynki użyteczności publicznej, handlu czy budowle komunikacyjne. Takie postępowania uzasadnia się nie tylko potrzebami czy zużyciem technicznym lecz także poprzez deprecjonowanie walorów estetycznych takich obiektów. Także sami konserwatorzy nie zagłębiali się w ten temat, choć stopniowo dyskusje na ten temat oraz różne publikacje wchodziły do obiegu publicznego. Krytykowane jest między innymi zjawisko dowolności ocen, wyrywkowy wybór obiektów do ochrony, działania w odpowiedzi na zapotrzebowanie chwili potwierdzające okazjonalność zainteresowania tym zakresem dóbr kultury, przypadkowości i zróżnicowanej jakości zależnej od zaangażowania i kompetencji służb konserwatorskich oraz lokalnego środowiska specjalistów np. ze Stowarzyszenia Architektów Polskich (SARP) lub Izby Architektów RP. Różnice są duże. Na stan z 2021 r. wysoko ocenia się w tym zakresie działania w takich miastach jak Warszawa, Kraków, Wrocław, ale co najmniej niezadowalająco w mniejszych ośrodkach. W tej sytuacji nieskuteczności ochrony już ustanowionych dóbr kultury współczesnej, jak i braku określenia jej zasad w odniesieniu do tych obiektów, które położone są poza zasięgiem jakiegokolwiek dokumentu planistycznego uchwalonego po 2003 r., oraz niezadowalającego poziomu aktywności i jakości opracowań w tym zakresie szczególnie w mniejszych ośrodkach, a także wobec dowolności kryteriów, procedur i innych aspektów, istotnym postulatem na 2021 r. było wskazanie konieczności podjęcia pilnych prac nad kompleksową zmianą uregulowań prawnych w tym zakresie.